# Charles Lewis Jr.
Charles Lewis, Jr. (23 de junho de 1963 - 11 de março de 2009) foi um  empresário americano, promotor e animador. Conhecido pelo apelido de "Máscara", Lewis fundou a TapouT linha de roupas em 1997, que acabou se tornando uma empresa multimilionária na área de vestuário.
Máscara foi postumamente introduzido no Hall da Fama do UFC em julho de 2009, tornando-se o primeiro e único não lutador a entrar para o Hall da Fama do UFC. 

## TapouT
Em 1997, Lewis e mais dois amigos começaram a vender vestuário de MMA (Artes marciais misturadas) na parte de trás do seu Mustang. Em 2007, a empresa teve receita de US$22,5 milhões, com uma meta de 2009 de US$225 milhões. Lewis ficou conhecido como Máscara, por causa das pinturas faciais que ele usava freqüentemente.

## Entretenimento
Em 2007, Lewis - juntamente com os promotores "Skyskrape" e "Punkass" - estrelou TapouT , um reality show do canal Versus que acompanhava e divulgava novos lutadores de MMA. A segunda temporada do programa começou a ser exibida em julho de 2008.

## Morte
Pouco antes de 1:00 da manhã do dia 11 de março de 2009, Lewis morreu, devido a um acidente de carro em alta velocidade, em Newport Beach, Califórnia. Sua Ferrari 360 Challenge Stradale, uma versão de corrida da Ferrari 360 Modena colidiu com um Porsche 977, atingindo em seguida um poste de iluminação. Presume-se que os dois veículos estavam lado a lado em alta velocidade, cuja hipótese mais provável é que eles estavam tirando um racha, ou "corrida de rua". Lewis foi declarado morto no local. Lacy Lynn White, uma garota de 23 anos, que estava no banco de carona da Ferrari de Lewis, foi ejetada do veículo e logo após, levada para o hospital. Ela sofreu fratura de cotovelo e lacerações. O motorista do Porsche foi preso pela acusação de "provocar acidente grave com morte violenta em decorrência da direção sob efeito de álcool". Como um tributo a suas contribuições para a UFC, o "máscara" foi introduzido no Hall da Fama do UFC no UFC 100 Fan Expo, e o nome de Lewis está gravado de forma permanente no interior da porta do Octagon.